# Track Top-40
Track Top-40, Tracklisten Top 40 é um nome de uma parada musical de singles da Dinamarca.